# Eri Klas
Pour les articles homonymes, voir Eri et Klas.

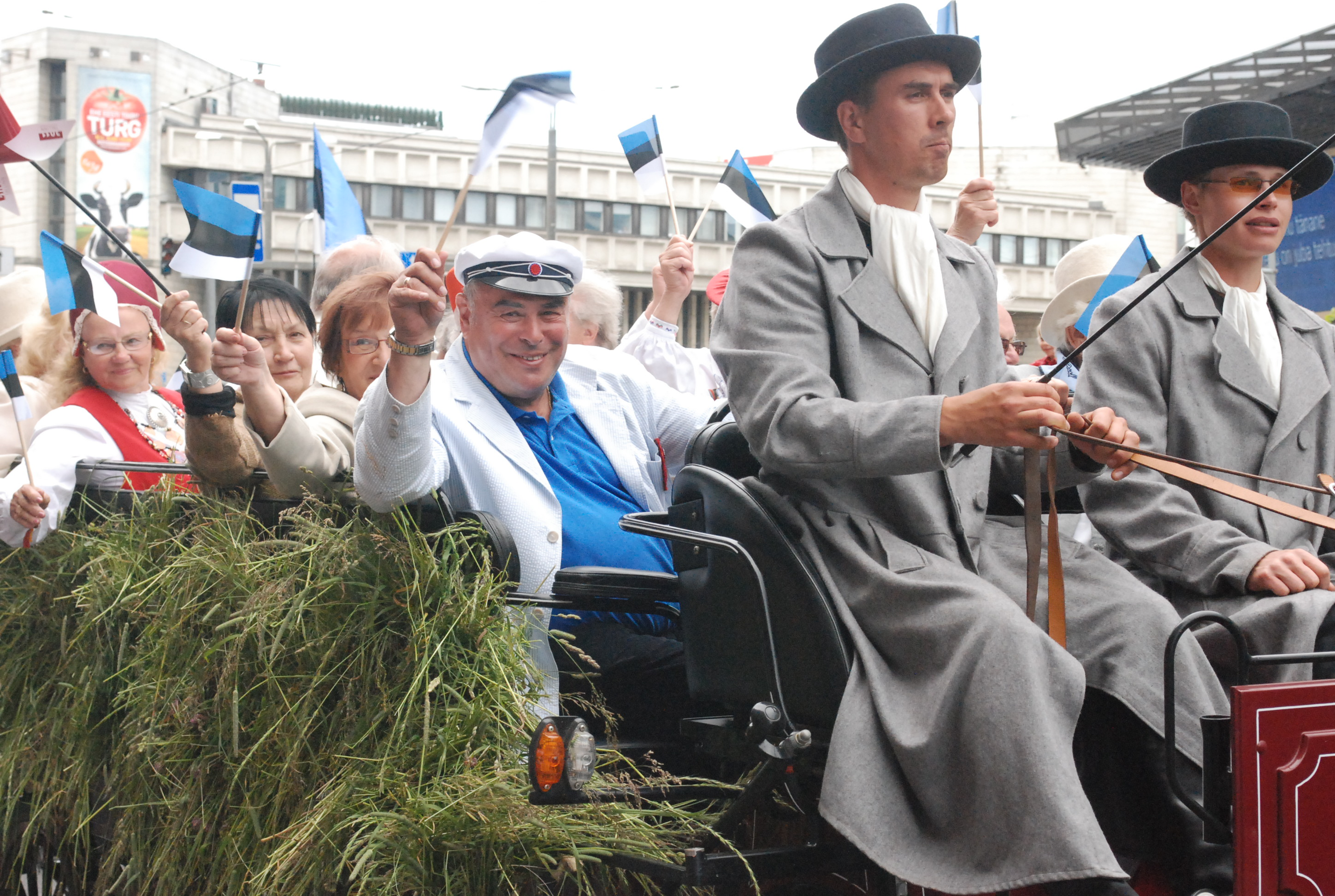
Eri Klas (2009).

Eri Klas  est un chef d'orchestre estonien, né à Tallinn, le 7 juin 1939 et mort le 26 février 2016 . Il est nommé Artiste du peuple de l'URSS en 1986. Il a été chef d'orchestre principal du Nouvel Opéra de Moscou de 2006 à 2011.

## Biographie
Le grand-père paternel d'Eri Klas, Hermann Klas-Glass est né à Dorpat en 1874 dans une famille juive nombreuse. Il étudie le violoncelle à Revel, puis à Berlin. Il fait la connaissance de sa future épouse, la cantatrice Stanislawa Fruchtmann, à Varsovie. De ce mariage sont issus cinq fils, dont le père d'Eri Klas, Eduard. Son grand-père maternel, Yossel Gourévitch, fait des études de choriste lyrique à Vienne. Il s'établit ensuite à Riga. Sa fille Anna (1912-1999), mère du chef d'orchestre, fut une pianiste et pédagogue renommée et Artiste émérite d'Estonie. Anna Gourévitch épouse Eduard Klas à Tallinn, dont elle a un fils unique, Eri. En 1941, devant la poussée de la Wehrmacht, Anna Klas et son fils sont évacués dans l'Oural. Eduard Klas refuse de laisser ses parents qui ne veulent pas quitter le pays. Ils seront tous les trois arrêtés et fusillés par les Allemands.
Eri Klas termine le conservatoire de Tallinn en 1964, puis travaille en tant que stagiaire au conservatoire de Léningrad, auprès de Nikolaï Rabinovitch (1908-1972) et puis au Bolchoï auprès de Boris Khaïkine (1904-1978). 
Il commence sa carrière de chef d'orchestre à l'Opéra national estonien de Tallinn, puis au Bolchoï de Moscou, où il demeure pendant dix ans. Il est appelé ensuite comme chef d'orchestre de l'opéra royal de Stockholm (1985-1989), puis à l'orchestre symphonique d'Orkhus, à l'orchestre symphonique de la radio néerlandaise, etc.
Il est invité dans une quarantaine de pays à travailler avec une centaine d'orchestres, dont les orchestres philharmoniques de Berlin, de Hambourg, de Munich, de Los Angeles, de Tokyo, de Sydney, de Chicago, de Cleveland, de Boston ou de Montréal. Il est aussi conseiller et chef d'orchestre principal pendant trois ans de l'orchestre israélien de Beer-Sheva et revient régulièrement diriger à l'opéra Estonia de Tallinn.
Il commence sa collaboration au Nouvel Opéra de Moscou en 2003 dont il est le chef d'orchestre principal de 2006 à 2011.
Tout au long de sa carrière, Eri Klas a tenu des master classes dans plusieurs pays du monde et a été appelé régulièrement de 1993 à 1997 comme professeur de direction d'orchestre à l'Académie Sibelius d'Helsinki et à l'Académie estonienne de musique et de théâtre.
Il était ambassadeur de bonne volonté de l'UNICEF depuis 1999.

## Famille
Il épouse en 1966 en premières noces la soprano Nieves Lepp (d'origine hispano-estonienne), née Redi, dont il a une fille, Diana, née en 1967. Il divorce un an plus tard, puis, il épouse la ballerine Ülle Ulla (née en 1934). Il épouse en troisièmes noces en 1992 Arielle (née en 1952), anciennement pianiste, dont les deux filles d'un premier mariage sont cantatrices lyriques en Finlande.

## Distinctions
- chevalier de l'ordre royal de l'Étoile polaire en 1989
- Commandeur de 1re classe de l' Ordre du Lion de Finlande en 1992
- ordre de l'Étoile blanche d'Estonie de 3e classe en 1999